# 若東吉信
若東 吉信（わかあずま よしのぶ、1976年4月21日 - ）は、ブラジルサンパウロ市出身で玉ノ井部屋に所属した元大相撲力士。本名は黒田 吉信（くろだ よしのぶ）。身長175cm、体重120kg。最高位は西十両13枚目（2001年5月場所）。得意手は両廻し、食い下がり、投げ。趣味は音楽鑑賞。

## 経歴
先祖がブラジルに移住した子孫であるが、国籍は日本であり日系ブラジル人ではない。4歳から相撲を始め相撲のほかに水泳やサッカーなどを経験しスポーツ万能だった。中学時代には相撲研修のため藤島部屋などを訪問したことがある。実際に力士を志したのは同じ相撲クラブに通う3人の友人や、ブラジルを訪れた玉ノ井親方の次男（後の大関・栃東）と話してからである。また、元々は身長が不足して新弟子検査に不合格になった父の話を聞き入門を決意した。玉ノ井部屋に入門することになり、中学卒業後に相撲クラブの3人を含む5人で来日。1991年9月場所で初土俵を踏んだ。幕下で足踏みしたが、2001年5月場所新十両に昇進。前褌を取ってからの速攻相撲であったが、小兵のため本来の相撲が取れず、その場所は4勝11敗と大きく負け越して1場所で幕下に陥落した。以降も返り十両を目指し幕下で奮闘していたが、ケガのため2003年3月場所限りで27歳で引退した。引退後はブラジルに戻り、現地のアマチュア相撲協会の会長と、リベルダージにてちゃんこ居酒屋ブエノを経営している。自身がスカウトしたブラジル出身の弟子には大島部屋の関脇・魁聖がいる。

## エピソード
- ブラジルから入門した力士では唯一の日本国籍所持者であった（後の幕下・北東らは日系人、十両・国東はイタリア系ブラジル人だった）。

## 略歴
- 1991年9月場所 初土俵
- 2001年5月場所 新十両
- 2003年3月場所 引退（番付上は5月場所まで）

## 主な成績
- 生涯成績：251勝217敗30休 勝率.536
- 十両成績：4勝11敗 勝率.267
- 現役在位：71場所
- 十両在位：1場所

### 場所別成績
| | 一月場所 初場所（東京）   | 三月場所 春場所（大阪） | 五月場所 夏場所（東京）   | 七月場所 名古屋場所（愛知） | 九月場所 秋場所（東京） | 十一月場所 九州場所（福岡） |
| --- | ------------------------- | ----------------------- | ------------------------- | --------------------------- | ----------------------- | --------------------------- |
| 1991年 （平成3年） | x                         | x                       | x                         | x                           | （前相撲）              | 西序ノ口32枚目 6–1          |
| 1992年 （平成4年） | 西序二段82枚目 4–3        | 西序二段59枚目 5–2      | 東序二段20枚目 2–5        | 西序二段50枚目 4–3          | 東序二段25枚目 5–2      | 西三段目88枚目 休場 0–0–7   |
| 1993年 （平成5年） | 東序二段48枚目 休場 0–0–7 | 西序二段118枚目 6–1     | 東序二段42枚目 5–2        | 東序二段2枚目 6–1           | 東三段目46枚目 4–3      | 東三段目31枚目 5–2          |
| 1994年 （平成6年） | 東三段目6枚目 5–2         | 東幕下45枚目 3–4        | 西三段目2枚目 4–3         | 東幕下52枚目 4–3            | 東幕下42枚目 3–4        | 東幕下53枚目 4–3            |
| 1995年 （平成7年） | 西幕下41枚目 2–4–1        | 東三段目筆頭 休場 0–0–7 | 東三段目筆頭 3–4          | 西三段目16枚目 5–2          | 東幕下56枚目 3–4        | 東三段目8枚目 4–3           |
| 1996年 （平成8年） | 西幕下58枚目 4–3          | 東幕下47枚目 4–3        | 東幕下36枚目 2–5          | 東幕下57枚目 4–3            | 西幕下45枚目 6–1        | 東幕下21枚目 4–3            |
| 1997年 （平成9年） | 東幕下14枚目 4–3          | 西幕下10枚目 3–4        | 西幕下17枚目 4–3          | 東幕下11枚目 1–6            | 西幕下42枚目 5–2        | 東幕下23枚目 3–4            |
| 1998年 （平成10年） | 西幕下31枚目 6–1          | 東幕下13枚目 3–4        | 西幕下19枚目 3–4          | 東幕下27枚目 4–3            | 西幕下20枚目 5–2        | 西幕下11枚目 2–5            |
| 1999年 （平成11年） | 東幕下30枚目 4–3          | 西幕下22枚目 4–3        | 東幕下17枚目 4–3          | 西幕下11枚目 4–3            | 西幕下6枚目 2–5         | 東幕下18枚目 4–3            |
| 2000年 （平成12年） | 東幕下14枚目 3–4          | 東幕下22枚目 4–3        | 西幕下17枚目 4–3          | 西幕下12枚目 3–3–1          | 西幕下18枚目 4–3        | 西幕下11枚目 5–2            |
| 2001年 （平成13年） | 西幕下6枚目 4–3           | 西幕下4枚目 4–3         | 西十両13枚目 4–11         | 西幕下7枚目 4–3             | 東幕下5枚目 2–5         | 東幕下16枚目 3–4            |
| 2002年 （平成14年） | 東幕下24枚目 6–1          | 西幕下9枚目 4–3         | 西幕下5枚目 3–4           | 西幕下9枚目 2–5             | 西幕下21枚目 2–5        | 東幕下40枚目 3–4            |
| 2003年 （平成15年） | 西幕下51枚目 3–4          | 東三段目4枚目 3–4       | 西三段目16枚目 引退 0–0–7 | x                           | x                       | x                           |
| 各欄の数字は、「勝ち-負け-休場」を示す。 優勝 引退 休場 十両 幕下 三賞：敢=敢闘賞、殊=殊勲賞、技=技能賞 その他：★=金星 番付階級：幕内 - 十両 - 幕下 - 三段目 - 序二段 - 序ノ口 幕内序列：横綱 - 大関 - 関脇 - 小結 - 前頭（「#数字」は各位内の序列） |                           |                         |                           |                             |                         |                             |

## 改名歴
- 黒田 吉信（くろだ よしのぶ）1991年9月場所
- 若東 吉信（わかあずま-）1991年11月場所-2003年5月場所